# Прип'ятська западина
Прип'ятська западина — пониження кристалічного фундаменту в центральній частині Полісся.
Прип'ятська западина виконана потужною товщею осадових утворень, представлених породами пізнього протерозою, девону, пермі, карбону і мезозою-кайнозою загальною потужністю до 6,5 км.

## Історія
У роки перед Другою світовою війною внаслідок проведення геофізичних досліджень і буріння на Поліссі була виявлена глибока Прип'ятська западина (З. А. Горелік та інші). Тут у 1941 році була пробурена перша глибока білоруська свердловина, що розкрила потужну товщу кам'яної солі (до глибини 1018 м).
Принципове значення для вивчення Прип'ятської западини мали виконані в 1965-68 роках під керівництвом З. А. Гореліка дослідження тектоніки й тектонічних критеріїв нафтогазоносності Прип'ятського прогину («Сучасна структура і історія тектонічного розвитку Прип'ятської западини», 1968).

## Загальна характеристика
Геологічна будова басейну Прип'яті складна. У ній беруть участь породи давніх кристалічних порід і молодого осадового чохла. Ця територія протягом геологічної історії неодноразово покривалася морем і ставала знову суходолом. Найдавніші гірські породи утворилися понад 2 млрд років тому — в протерозої. Вони залягають на великих глибинах (3000-4500 м нижче за рівень моря).
До Прип'ятської западини приурочені родовища нафти, відкриті в 1964 68 (Речицьке, Осташковичське, Вішанське й інші). У Прип'ятській западині виявлені також буре і кам'яне вугілля і горючі сланці (Гомельська, Брестська області).